# Kožlí (Píseki járás)
Kožlí település Csehországban, Píseki járásban. Kožlí Orlík nad Vltavou, Lety, Kovářov és Kozárovice településekkel határos. Lakosainak száma 53 fő (2024. január 1.).

## Népesség
A település lakosságának változását az alábbi diagram mutatja:
| Lakosok száma | 297  | 265  | 214  | 116  | 61   | 53   | 54   | 54   | 53   | 53   |
|               | 1869 | 1890 | 1921 | 1950 | 1980 | 2001 | 2017 | 2019 | 2022 | 2024 |